# Limosina xanthographa
Limosina xanthographa är en tvåvingeart som först beskrevs av Richards 1959.  Limosina xanthographa ingår i släktet Limosina och familjen hoppflugor.
Artens utbredningsområde är Etiopien. Inga underarter finns listade i Catalogue of Life.